# Reistarárfjall
Reistarárfjall är ett berg i republiken Island. Det ligger i regionen Norðurland eystra, 250 km nordost om huvudstaden Reykjavík. Toppen på Reistarárfjall är 651 meter över havet.
Trakten runt Reistarárfjall är nära nog obefolkad, med mindre än två invånare per kvadratkilometer. Närmaste större samhälle är Dalvík, omkring 17 kilometer nordväst om Reistarárfjall. Trakten runt Reistarárfjall består i huvudsak av gräsmarker.